# Thelymitra hatchii
Thelymitra hatchii är en orkidéart som beskrevs av Lucy Beatrice Moore. Thelymitra hatchii ingår i släktet Thelymitra och familjen orkidéer. Inga underarter finns listade i Catalogue of Life.